# Battaglia del lago Ascianghi
La battaglia del lago Ascianghi fu una battaglia avvenuta durante la guerra d'Etiopia tra l'esercito italiano e le truppe etiopi. La battaglia non fu sostanzialmente lo scontro frontale fra due eserciti, quanto un inseguimento che le truppe italiane effettuarono nei confronti dell'Armata imperiale sconfitta nella battaglia di Mai Ceu. Determinante fu l'apporto della Regia Aeronautica che presso le rive del lago Ascianghi decimò le truppe etiopi provocando di fatto la dissoluzione dell'ultimo esercito del fronte nord.

## Antefatto
Hailé Selassié, dopo la sconfitta di Ras Immirù, radunò la propria guardia imperiale e mosse verso nord, incontro all'esercito italiano. Gli italiani si diressero verso la conca di Mai Ceu e, giunti prima dei loro avversari, si preoccuparono di predisporre le fortificazioni e di disboscare il terreno. Il 31 di quello stesso mese (1936), all'alba, gli abissini attaccarono gli alpini della "Pusteria" ma furono bloccati e infine respinti, ma la guardia imperiale riuscì a conquistare diverse posizioni nel successivo attacco alle postazioni tenute dalla 2ª Divisione eritrea senza tuttavia riuscire ad effettuare il pianificato sfondamento delle linee italiane. Il contrattacco italiano fu portato dagli ascari eritrei, preceduti dal IV Battaglione "Toselli", a cui si affiancarono poi gli stessi alpini. La battaglia terminò con gravi perdite per entrambi gli schieramenti.
Il giorno seguente Hailé Selassié era convinto di poter continuare la battaglia ma, trovando l'opposizione dei suoi capi ras Cassa e ras Sejum che ritenevano che i superstiti non fossero sufficienti per affrontare le truppe italiane, si risolse a ritirarsi dalle colline che dominano a sud la piana del Mecan per portarsi a Aià Gherghis.
Dopo aver passato l'intera giornata del 3 aprile ad elaborare piani di guerra, Hailè Selassiè decise di ritirare il proprio esercito sui monti intorno a Quoram e di fortificarsi in attesa dell'arrivo degli italiani, parallelamente ordinò a ras Sejum e ai suoi uomini di filtrare fra le linee italiane e tornare nel Tigrè per condurre azioni di guerriglia.

## La battaglia

### L'avanzata italiana da Mai Ceu
Mentre l'imperatore elaborava i piani per tentare un'ulteriore resistenza, il I corpo d'armata italiano uscì dai trinceramenti di Mai Ceu e iniziò una veloce avanzata spazzando via le truppe abissine lasciate da retroguardia poste sotto il comando di ras Ghetacciù e occupando nella stessa giornata del 3 aprile l'Amba Gudom e passo Ezbà. Contemporaneamente il corpo d'armata eritreo composto dalla 1ª Divisione eritrea e dalla 2ª Divisione eritrea iniziò una vasta manovra avvolgente sul fianco destro dello schieramento abissino, allo scopo di prendere alle spalle i resti dell'armata imperiale grazie ad una manovra a tenaglia e di precludere quindi ogni possibilità di ritirata su Quoram.

### La ritirata dell'armata imperiale
Venuto a sapere della manovra messa in atto dagli italiani e preoccupato del fatto che i resti dell'armata imperiale potessero restare bloccati nella trappola ideata da Badoglio, Hailè Selassiè ordinò ai 20000 uomini che gli erano rimasti di ritirarsi ordinatamente verso Quoram. Hailé Selassié, indossando un pith helmet e cavalcando un cavallo bianco, iniziò quindi la propria ritirata in maniera ordinata, molestato dagli Azebo Galla che incominciarono ad attaccare i fianchi dell'esercito etiope. Tuttavia, a causa della mancanza dei rifornimenti e delle pesanti sconfitte subite, l'armata iniziò a dissolversi e gli uomini finirono con il non ubbidire più agli ordini dei capi avanzando senza alcuna guida sugli irti sentieri montani che digradavano  sulla conca del lago Ascianghi pericolosamente esposta per mancanza di vegetazione.

### La trappola dell'Ascianghi
Nel frattempo Badoglio, venuto a sapere che le truppe abissine erano in ritirata, decise di finalizzare al massimo la vittoria di Mai Ceu per sbaragliare definitivamente ciò che restava dell'ultima armata etiope del fronte nord.
Già dal giorno 2 ordinò al generale Vincenzo Magliocco di gettare l'intera aviazione della colonia eritrea ovvero la Brigata aerea da bombardamento  all'inseguimento delle truppe abissine chiedendo espressamente che "Tutti gli aviatori si alzino in volo e non diano tregua al nemico. Dica a loro a nome mio che mangeranno fra quarantotto ore". Il giorno stesso i bombardieri italiani lasciarono cadere sulle posizioni tenute dalle truppe di retroguardia etiopi 263 quintali di esplosivo, il giorno 3 aprile ne sganciarono altri 168 quintali, sempre contrastati dalla contraerea etiope che danneggiò 14 velivoli.
Il giorno 4 aprile i centocinquanta aerei italiani sorpresero alle prime luci del giorno l'armata in ritirata presso le rive del lago Ascianghi. In posizione del tutto scoperta e prive di copertura aerea, le colonne di armati abissini che incautamente si erano mosse di giorno sull'unico sentiero che costeggia la riva sinistra del lago, anche perché tallonati da tergo dagli uomini del generale Santini e da quelli di Pirzio Biroli, divennero una facile preda dell'aviazione italiana.
Nell'intera giornata vennero compiute 155 azioni aeree con il lancio di 700 quintali di bombe, molte delle quali cariche di iprite, e vennero sparati 20000 colpi di mitragliatrice. Per contro gli etiopi colpirono 28 apparecchi abbattendone uno. Oltre all'azione dell'aeronautica, le truppe abissine dovettero affrontare gli agguati degli Azebò Galla che molestarono gli etiopi durante l'intera marcia di ritirata, sino alle porte di Quoram, mentre la retroguardia abissina venne martellata dall'artiglieria della 1ª Divisione eritrea del generale Gustavo Pesenti che nel pomeriggio si era affacciata sui monti intorno a Mecarè e che aveva celermente piazzato l'artiglieria per colpire le truppe nemiche, riportando al termine della giornata la perdita di 15 uomini contro un migliaio di perdite inflitte agli etiopi.
L'imperatore frattanto aveva trovato rifugio in una grotta sui monti a nord del lago in località Mariam Ascianghé, da dove poté osservare il giorno seguente le sponde del lago orlate dai corpi dei feriti del giorno prima che erano rimasti uccisi bevendo l'acqua avvelenata dai gas tossici.

### La presa di Quoram
Nel frattempo il 5 aprile gli ascari della 1ª Divisione eritrea giunsero alle porte di Quoram dove incontrarono la resistenza del presidio difensivo del caposaldo che impegnò per alcune ore gli ascari eritrei. Tuttavia una manovra avvolgente degli uomini di Pesenti circondò i difensori che furono annientati e permise alle truppe italo-eritree di entrare in città e occuparla.

## Conseguenze
La battaglia dell'Ascianghi causò il completo disfacimento dell'armata imperiale; l'imperatore, rinunciando ad ogni velleità di rivincita, soprattutto per mancanza di un numero sufficiente di uomini  in grado di affrontare una battaglia, decise di sganciarsi dall'azione incalzante delle truppe italiane. Abbandonata l'idea di ritirarsi su Dessiè utilizzando la camionale di Quoram, troppo soggetta agli attacchi dell'aviazione italiana, decise di procedere per sentieri impervi e poco conosciuti: marciando solo di notte il 6 aprile giunse a Lat Ghiorghis, il 7 a Gura Mariam, il giorno 8 a Marua fino a giungere i giorni 11 e 12 aprile, ormai sottrattosi all'osservazione aerea italiana, a Telasferre Selasse, presso le sorgenti del Tecazzè.
Le truppe di Badoglio, invece, non avevano più alcun ostacolo serio che sbarrasse loro la strada per la capitale dell'impero; il maresciallo quindi cominciò a pianificare la Marcia su Addis Abeba.